# Michel Delpech
Jean-Michel Delpech, conhecido como Michel Delpech (Courbevoie, 26 de janeiro de 1946 - Puteaux, 2 de janeiro de 2016), foi um cantor francês.
Ídolo hippie à francesa nos anos 1970, Michel conheceu o sucesso com "Chez Laurette", em 1965.
No livro "Vivre!", lançado em março de 2014, Delpech relatou a sua batalha contra o cancro e falou sobre o seu medo de não poder cantar mais. A doença apareceu pela primeira vez em fevereiro de 2013 e, em 2015, o cantor sofreu uma recaída.

## Mortes
Ele faleceu em 2 de janeiro de 2016, no hospital de Puteaux, em decorrência do câncer que sofria há três anos. O presidente francês François Hollande declarou que a França lamenta a morte de um de seus melhores cantores. Pascal Nègre, CEO da Universal France, prestou homenagem a Michel Delpech, um poeta que falava da vida das pessoas, um melodista excepcional e um homem muito cativante.